# Grain Heads
Der Grain Heads ist ein Hügel in den Pentland Hills. Die 532 m hohe Erhebung liegt im Zentrum der rund 25 km langen Hügelkette an der Nordgrenze der schottischen Council Area Scottish Borders. Die nächstgelegene Siedlung ist der Weiler Carlops rund zwei Kilometer südöstlich. West Linton befindet sich fünf Kilometer südlich und Penicuik neun Kilometer nordöstlich. Zu den umgebenden Hügeln zählen der Mount Maw im Süden, Colzium Hill und West Cairn Hill im Westen, der Wether Law im Norden sowie der Patie’s Hill im Nordosten.

## Umgebung
Der Hügel ist zwischen zwei Stauseen gelegen, dem North Esk Reservoir im Nordosten und dem Baddinsgill Reservoir im Südwesten. Ein an den Hängen zwischen Grain Heads und Wether Law entspringender Bach mündet in das North Esk Reservoir ein, während drei Bäche an den West- und Südflanken das Baddinsgill Reservoir speisen. Der an der Ostflanke entspringenden Fairliehope Burn mündet unterhalb des Stausees in den North Esk, der entlang der Ostflanke verläuft.
Am Standort der heutigen Spittal Farm an der Ostflanke des Grain Heads befand sich wahrscheinlich einst ein Krankenhaus (Hospital) oder eine Erholungsstation für Reisende, von der sich möglicherweise der Name des Spittal Hills ableitet. Von dem Gebäude sind keine Spuren erhalten, jedoch ist an der Scheune des Bauernhofs ein Stein mit dem Baujahr 1641 verbaut, der ursprünglich vom Krankenhaus stammen könnte.